# Pamięć autobiograficzna
Pamięć autobiograficzna – pamięć odnosząca się do własnej przeszłości. Ma ona charakter deklaratywny, co oznacza, że wspomnienia w niej zawarte zapisujemy w postaci konkretnych lub abstrakcyjnych informacji angażujących język (kiedy opowiadam o tym, co mnie spotkało wczoraj w szkole, właśnie wtedy korzystam z mojej pamięci autobiograficznej). 

## Najważniejsze właściwości pamięci autobiograficznej
- zdarzenia uporządkowane są sekwencyjnie,
- sekwencje te mają pewien sens dla jednostki,
- zdarzenia są datowane,
- zdarzenia odnoszą się do JA, więc proces pamiętania jest dłuższy.